# Lluís d'Ossó
Lluís d'Ossó i Serra (en espagnol, Luis de Ossó Serra), né le 17 octobre 1876 à Barcelone (Catalogne, Espagne) et mort le 1er février 1931 dans la même ville, est un pionnier du football espagnol. Il est membre fondateur du FC Barcelone, son premier secrétaire et un de ses premiers joueurs.

## Biographie
Lluís d'Ossó est le fils de Jaume d'Ossó et de Teresa Serra. Son oncle est San Enrique de Ossó y Cervelló, prêtre fondateur de la Congregación de las «Teresianas» canonisé en 1993. Lluís d'Ossó est propriétaire d'une imprimerie et collabore à l'hebdomadaire Los Deportes où il publie des chroniques footballistique sous le pseudonyme « Un delantero » (« Un attaquant »). Comme cela était fréquent chez les sportsmen pionniers de son époque, il pratique de nombreuses disciplines : équitation, cyclisme, patinage, natation en plus du football. Il est membre de divers clubs sportifs barcelonais comme le Skating-Ring, le Club Velocipédico, le Real Club de Regatas et le Real Yacht Club.
Lluís d'Ossó est un des douze membres fondateurs du FC Barcelone lors de l'historique réunion fondatrice du 29 novembre 1899 au Gimnasio Solé. C'est là qu'il est nommé secrétaire du comité de direction du club présidé par Walter Wild. 
Bien que les changements au sein de l'équipe dirigeante sont nombreux pendant les premiers mois de l'histoire du club — y compris le remplacement à la présidence de Wild par Bartomeu Terradas — Ossó se maintient comme secrétaire jusqu'au 25 novembre 1901. En tant que gérant du club, il est chargé de la négociation avec les propriétaires de l'Hotel Casanova de la location du terrain adjacent où se trouve aujourd'hui l'Hospital de Sant Pau. Ce terrain est le deuxième de l'histoire du club, il est utilisé entre 1900 et 1901.
Par la suite, entre le 23 août 1904 et le 6 octobre 1905, sous la présidence d'Arthur Witty, Lluís d'Ossó fait de nouveau partie du comité de direction.
Ossó participe au premier match du FC Barcelone disputé dix jours après la fondation du club face à une sélection de la colonie anglaise présente en ville. Cependant, il ne joue pas souvent lors des matchs suivants préférant jouer avec la deuxième équipe qu'il a lui-même créée en 1900 et dont il est le capitaine. Avec cette équipe filiale primitive qui, contrairement à l'équipe première, est composée majoritairement de Catalans, Ossó remporte des trophées de prestige comme la Copa Mercier ou la Medalla del Ayuntamiento lors du concours organisé par la Federación Gimnástica Española. À partir de 1903, il se consolide comme footballeur de l'équipe première.
Lluís d'Ossó jouait au poste d'attaquant et l'hebdomadaire Los Deportes définit ainsi son style de jeu :« Il préfère le jeu combinatif au sol, étant rapide et résistant. »
Ossó participe à la conquête des premiers titres officiels du FC Barcelone : la Copa Macaya (ancêtre du championnat de Catalogne) de 1902, la Copa Barcelona de 1903 et le Championnat de Catalogne de 1905. Il joue aussi le premier Clásico de l'histoire face au Real Madrid le 13 mai 1902 lors de la demi-finale de la Copa de la Coronación qui est la première compétition jouée au niveau national en Espagne et ancêtre de la Coupe d'Espagne. Le Barça remporte 3 à 1 ce premier Clásico mais perd en finale contre Vizcaya. En 1906, Ossó joue quelques matchs avec la première équipe de vétérans de l'histoire du Barça.
Lluís d'Ossó est très impliqué avec le FC Barcelone jusqu'au point d'être son mécène. Cependant, des problèmes de santé et surtout des divergences avec Hans Gamper précipitent sa sortie du club. Même s'ils étaient bons amis au début, Ossó qui est catholique ne partagent pas les vues de Gamper qui est protestant.

## Palmarès
- Vainqueur de la Copa Macaya en 1902
- Vainqueur de la Copa Barcelona en 1903
- Champion de Catalogne en 1905